# أندي طومسون
أندي طومسون (بالإنجليزية: Andy Thompson)‏ هو لاعب كرة قاعدة أمريكي، ولد في 8 أكتوبر 1975 في أوكونوموك في الولايات المتحدة.

## وصلات خارجية
- أندي طومسون على موقعبيزبول رفرنس.كوم (الدوري الرئيسي) (الإنجليزية)
- أندي طومسون على موقعبيزبول رفرنس.كوم (الدوري الثانوي) (الإنجليزية)